# Claire Borotra
Claire Borotra (Boulogne-Billancourt, 25 settembre 1973) è un'attrice francese, attiva principalmente in campo televisivo e teatrale.
Sul piccolo schermo, è apparsa in una quarantina di differenti produzioni, a partire dall'inizio degli anni novanta.
È la figlia del politico Franck Borotra e la nipote del tennista Jean Borotra.

## Biografia
Claire Borotra nasce a Boulogne-Billancourt il 25 settembre 1973.
Fa il proprio debutto sul piccolo schermo nel 1993, comparendo come guest-star nel 90º episodio della fiction per ragazzi Primi baci (Premières basiers).
Nel 2002, è la protagonista, nel ruolo di Clarisse, del film TV omonimo.
Nel 2005, è tra i protagonisti del film TV, diretto da Philippe Triboit, Bel ami, dove interpreta il ruolo di Clotilde de Marelle.

Nel 2014 è protagonista, nel ruolo di Claire, della miniserie televisiva Disparus, dove recita al fianco di Vincent Pérez.
L'anno seguente, è nel cast di un'altra fiction di genere thriller, vale a dire la miniserie televisiva diretta da Jérôme Cornuau, I delitti del lago (Le Mystère du lac), dove interpreta il ruolo di Patricia Mazaud. Nello stesso anno, è protagonista, al fianco di Antoine Duléry del film TV Delitto sulla Loira - Il mistero del corpo senza testa (Meurtre à Guerande), dove interpreta il ruolo di Marie.
Nel 2021, è protagonista, al fianco di Constance Gay della serie televisiva poliziesca Le due facce della legge (Face à face), dove interpreta il ruolo del giudice Justine Rameau.

## Filmografia parziale

### Attrice

#### Cinema
- Daisy et Mona (1994)
- Messieurs les enfants, regia di Pierre Boutron (1997)
- Lautrec, regia di Roger Planchon (1998)
- Merci mademoiselle - cortometraggio, regia di Laurent Gérard e Charles Meurisse (2002)
- Le Quatrième Morceau de la femme coupée en trois, regia di Laure Marsac (2007)
- Big city - Dove i bambini fanno la legge (2007)

#### Televisione
- Primi baci (Premiers baisers) - serial TV, ep. 01x90 (1993)
- Honorin et l'enfant prodigue - film TV (1994)
- Une nana pas comme les autres - film TV (1995)
- Le JAP, juge d'application des peines - serie TV, ep. 04x01 (1995)
- Julie Lescaut - serie TV, ep. 04x03 (1995)
- Le fou de la tour - film TV (1996)
- Les clients d'Avrenos - film TV (1996)
- Le mensonge - film TV (1997)
- Le grand Batre - film TV (1997)
- Sud lointain - miniserie TV (1997)
- Les Cordier, juge et flic - serie TV, ep. ... (1998)
- Vérité oblige - serie TV, ep. 01x03 (2000)
- Le bois du Pardoux - film TV (2000)
- L'institutrice - film TV (2000)
- Une fille dans l'azur - film TV (2001)
- Le destin de Clarisse - film TV (2002)
- Le bleu de l'océan - miniserie TV (2003)
- Bel ami - film TV, regia di Philippe Triboit   (2005)
- Les enfants j'adore - film TV (2006)
- La fille du chef - film TV (2007)
- Vive les vacances! - miniserie TV (2009)
- L'ombre du Mont-Saint-Michel - film TV (2010)
- Antigone 34 - miniserie TV (2012)
- Jeu de dames - miniserie TV (2012)
- Un enfant en danger - film TV (2013)
- Caïn - serie TV, ep 02x08 (2014)
- Disparus - miniserie TV (2014)
- I delitti del lago (Le Mystère du lac) - miniserie TV, regia di Jérôme Cornuau (2015)
- Delitto sulla Loira - Il mistero del corpo senza testa (Meurtres à...: Meurtre à Guerande) - film TV, regia di Henry Duret (2015)
- La mia vendetta (La Vengeance aux yeux clairs) - miniserie TV (2016)
- Le Mort de la Plage - film TV, regia di Claude-Michel Rome (2018)
- Plan B - serie TV, 6 episodi (2021)
- Le due facce della legge (Face à face) - serie TV (2021-in corso)

### Sceneggiatrice
- Les enfants j'adore - film TV (2006)
- Vive les vacances! - miniserie TV (2009)

### Produttrice
- Autopsy - film TV (2007)
- Vive les vacances! - miniserie TV (2009)

## Doppiatrici italiane
- Ilaria Latini in I delitti del lago[8]
- Giò Giò Rapattoni in La mia vendetta